# Neuseeländische Leichtathletik-Meisterschaften 2020
Die Neuseeländischen Leichtathletik-Meisterschaften 2020 wurden vom 6. bis 8. März im Ngā Puna Wai in Christchurch ausgetragen. Die 10.000 Meter-Bewerbe sollen am 21. März ausgetragen werden, und die Entscheidungen im Halbmarathon am 5. April.

## Medaillengewinner

### Männer
| Disziplin          | Gold                                             | Leistung     | Silber                                                 | Leistung     | Bronze                                                    | Leistung    |
| ------------------ | ------------------------------------------------ | ------------ | ------------------------------------------------------ | ------------ | --------------------------------------------------------- | ----------- |
| 100 m              | Edward Osei-Nketia                               | 10,46 s      | Hamish Gill                                            | 10,53 s      | Tiaan Whelpton                                            | 10,71 s     |
| 200 m              | Edward Osei-Nketia                               | 20,88 s      | Hamish Gill                                            | 20,97 s      | Cody Wilson                                               | 21,21 s     |
| 400 m              | Luke Mercieca                                    | 48,04 s      | Shay Veitch                                            | 48,25 s      | Liam Webb                                                 | 48,56 s     |
| 800 m              | Michael Dawson                                   | 1:51,55 min  | Mikael Starzynski                                      | 1:52,49 min  | Dominic Devlin                                            | 1:52,97 min |
| 1500 m             | Nick Willis                                      | 3:42,94 min  | Julian Oakley                                          | 3:42,99 min  | Eric Speakman                                             | 3:45,89 min |
| 5000 m             | Hayden Wilde                                     | 14:13,86     | Matt Baxter                                            | 14:14,65     | Cameron Graves                                            | 14:31,10    |
| 110 m Hürden       | James Sandilands                                 | 15,23 s      | Matthew Aucamp                                         | 15,62 s      | Jares Neighbours                                          | 15,66 s     |
| 400 m Hürden       | Michael Cochrane                                 | 55,15 s      | Louis Andrews                                          | 58,51 s      | Justin Menezes                                            | 60,70 s     |
| 3000 m Hindernis   | Ieuan van der Peet                               | 9:20,38 min  | Liam Woolford                                          | 9:42,52 min  | Sam Petty                                                 | 9:51,23 min |
| 4 × 100 m Staffel  | Nick Ash Max Attwell Elliott Nye Tiaan Whelpton  | 42,55 s      | Schuyler Orr Nathan MacDonell Felix McDonald Jake Paul | 42,97 s      | Harry Sellwood Liam Montgomery Cody Wilson Matthew Rodger | 43,59 s     |
| 4 × 400 m Staffel  | Nick Ash Louis Andrews Max Attwell Luke Mercieca | 3:16,70 min  | Josh Ledger Josh Nairne Rowan Blaikie Liam Webb        | 3:16,96 min  | John Gerber Quin Hartley Shay Veitch Felix McDonald       | 3:23,60 min |
| 10.000 m Bahngehen | Quentin Rew                                      | 40:42,11 min | Alexander Brown                                        | 51:42,00 min |                                                           |             |
| Hochsprung         | Hamish Kerr                                      | 2,16 m       | Marcus Wolton                                          | 2,02 m       | Quinn Hartley                                             | 1,97 m      |
| Stabhochsprung     | James Steyn                                      | 5,32 m       | Nicholas Southgate                                     | 5,32 m       | Etienne Du Preez                                          | 5,02 m      |
| Weitsprung         | Felix McDonald                                   | 7,64 m w     | Lewis Arthur                                           | 7,43 m w     | Shay Veitch                                               | 7,38 m      |
| Dreisprung         | Andrew Allan                                     | 14,66 m      | Matthew Wyatt                                          | 14,48 m      | Scott Thomson                                             | 14,39 m     |
| Kugelstoßen        | Tomas Walsh                                      | 21,70 m      | Jacko Gill                                             | 21,07 m      | Ryan Ballantyne                                           | 19,82 m     |
| Diskuswurf         | Alexander Parkinson                              | 58,92 m      | Connor Bell                                            | 58,75 m      | Nathaniel Sulupo                                          | 52,17 m     |
| Hammerwurf         | Anthony Nobilo                                   | 59,94 m      | Todd Bates                                             | 51,47 m      | Anthony Barmes                                            | 50,17 m     |
| Speerwurf          | Alex Wood                                        | 68,71 m      | Anton Schroder                                         | 57,51 m      | Ethan Walker                                              | 54,96 m     |
| Zehnkampf          | Max Attwell                                      | 7041 Punkte  | Matthew Aucamp                                         | 6116 Punkte  | Shay Veitch                                               | 6054 Punkte |

### Frauen
| Disziplin          | Gold                                                           | Leistung     | Silber                                                       | Leistung     | Bronze                                                        | Leistung     |
| ------------------ | -------------------------------------------------------------- | ------------ | ------------------------------------------------------------ | ------------ | ------------------------------------------------------------- | ------------ |
| 100 m              | Zoe Hobbs                                                      | 11,47 s      | Rosie Elliott                                                | 11,66 s      | Georgia Hulls                                                 | 11,68 s      |
| 200 m              | Zoe Hobbs                                                      | 23,26 s      | Rosie Elliott                                                | 23,27        | Georgia Hulls                                                 | 23,53        |
| 400 m              | Annalies Kalma                                                 | 55,29 s      | Mackenzie Jeffries                                           | 55,40 s      | Sophie Napper                                                 | 56,63 s      |
| 800 m              | Katherine Camp                                                 | 2:05,84 min  | Angela Petty                                                 | 2:05,89 min  | Ariana Candy                                                  | 2:10,05 min  |
| 1500 m             | Angela Petty                                                   | 4:18,14      | Kara MacDermid                                               | 4:20,31      | Rebekah Greene                                                | 4:20,64      |
| 5000 m             | Rebekah Greene                                                 | 16:51,66     | Nynke Mulholland                                             | 17:27,18     | Sarah Douglas                                                 | 18:01,19     |
| 100 m Hürden       | Fiona Morrison                                                 | 13,62 s      | Amy Robertson                                                | 14,07 s      | Celine Pearn                                                  | 14,37 s      |
| 400 m Hürden       | Portia Bing                                                    | 57,69 s      | Mackenzie Jeffries                                           | 60,99 s      | Celine Pearn                                                  | 63,04 s      |
| 3000 m Hindernis   | Amanda Holyer                                                  | 12:15,14     |                                                              |              |                                                               |              |
| 4 × 100 m Staffel  | Summer Rutherford Fiona Morrison Anna Hayward Helena Dinnissen | 48,18 s      | Laura MacCulloch Joccoaa Palmer Leonie Palmer Sophie Napper  | 48,83 s      | Celine Pearn Elena Edgar-Nemec Angelina Zickert Amy Robertson | 48,99 s      |
| 4 × 400 m Staffel  | Anna Hayward Angela Petty Katherine Camp Ariana Candy          | 3:,58,16 min | Sophie Napper Laura MacCulloch Madaline Spence Rosie Elliott | 3:48,93 min  | Kiana Hawn Alessandra Macdonald Kerry White Annalies Kalma    | 3:49,95 min  |
| 10.000 m Bahngehen | Alana Barber                                                   | 45:34,49 min | Laura Langley                                                | 49:35,36 min | Courtney Ruske                                                | 52:12,84 min |
| Hochsprung         | Josie Taylor                                                   | 1,76 m       | Josephine Reeves                                             | 1,72 m       | Alice Taylor                                                  | 1,72 m       |
| Stabhochsprung     | Imogen Ayris                                                   | 4,25 m       | Olivia McTaggart                                             | 4,25 m       | Eliza Meekings                                                | 3,35 m       |
| Weitsprung         | Briana Stephenson                                              | 6,08 m       | Ashleigh Bennett                                             | 5,75 m w     | Kayla Goodwin                                                 | 5,74 m w     |
| Dreisprung         | Kayla Goodwin                                                  | 12,87        | Sarah Cowley-Ross                                            | 12,66        | Anna Thomson                                                  | 12,63        |
| Kugelstoßen        | Valerie Adams                                                  | 18,73 m      | Maddison-Lee Wesche                                          | 17,34 m      | Torie Owers                                                   | 15,62 m      |
| Diskuswurf         | TeRina Keenan                                                  | 55,35        | Lauren Bruce                                                 | 54,56        | Tatiana Kaumoana                                              | 52,03        |
| Hammerwurf         | Julia Ratcliffe                                                | 70,31 m      | Lauren Bruce                                                 | 63,08 m      | Nicole Bradley                                                | 61,51 m      |
| Speerwurf          | Tori Peeters                                                   | 57,79 m      | Stephanie Wrathall                                           | 49,78 m      | Jessica Senior                                                | 44,32 m      |
| Siebenkampf        | Christina Ryan                                                 | 4928 Punkte  | Alessandra Macdonal                                          | 4679 Punkte  | Hayley Marx                                                   | 4479 Punkte  |